# Antonio Carrizo
Antonio Carrizo, nacido como Antonio Carrozzi (General Villegas, Buenos Aires; 15 de septiembre de 1926 - Buenos Aires; 1 de enero de 2016), fue un reconocido presentador, locutor y actor argentino.
Además, fue uno de los bibliófilos que estuvo vinculado con la imprenta Colombo, donde se preparaban casi a mano ediciones especiales de obras como Don Segundo Sombra; asimismo, junto con otros expertos como Horacio Jorge Becco o Alejandro Vaccaro, fue, probablemente, uno de los mayores conocedores de la obra de Jorge Luis Borges[cita requerida].
Por otro lado, y como practicante del ajedrez, estuvo vinculado con otros grandes exponentes como el campeón mundial Bobby Fischer. Fue Presidente de la Federación Argentina de Ajedrez.

## Biografía
Con su voz potente y modulada, debutó en 1948 en Radio Mitre (de Buenos Aires) y en poco tiempo se convirtió en jefe de programación. Más tarde, en radio Rivadavia, condujo durante décadas el programa periodístico-musical La vida y el canto.
En 1955 actuó en el filme El barro humano dirigido por Luis César Amadori, en 1963 lo hizo en la coproducción hispano-argentina El noveno mandamiento dirigido por Enrique Carreras y en 1966 en Muchachos impacientes.
Participó en varios programas de la televisión argentina, como Polémica en el futbol y Sábados Continuados; además de haber sido el primer rostro en aparecer en el momento en que Canal 13 iniciaba sus emisiones el 1 de octubre de 1960. Fue conductor de ciclos periodísticos televisivos como La Primera de la Noche en Canal 7 en la década de 1970, así como también fue el conductor de Juntos, acompañado por Liliana López Foresi, programa creado y producido por el productor Roberto Fontana. Durante años también fue el partenaire de Juan Carlos Calabró en su sketch El Contra en el programa Toda Estrella Tiene Contra (1989-1997) en Canal 9 Libertad. Entre 1994 y 1998 fue el coconductor de Tribuna caliente, junto a Julio Ricardo y Guillermo Nimo.
Presentó la edición de 1980 del Festival de la OTI internacional. Obtuvo en 1981 el Premio Konex a la defensa de la cultura.
Fue panelista del programa Río Revuelto de Radio Rivadavia.
También fue, por muchos años, presentador de las emisiones televisivas de la Reina Nacional del Trabajo y animó decenas de festivales de la canción.
En el terreno diplomático fue designado Agregado Cultural en la Embajada Argentina en España.
Durante el 2010 condujo el programa "Tangos y libros", los domingos en la mañana de Radio La Red.
En sus últimos años padecía las secuelas de un accidente cerebrovascular que sufrió en el año 2008. Falleció el 1 de enero de 2016 a los 89 años.

## Legado
Es considerado maestro por los referentes de la radiofonía Argentina. Sobre él, Cacho Fontana dijo: “Le debo a Carrizo gran parte de lo que soy”.
El locutor Héctor Larrea, a su vez, consideró: “Carrizo es la radio. Y Carrizo para mí, cuando era chico, era mucho más que la radio. Era gran parte de mi vida posible. Yo escuchaba esa voz en los años ’50. Yo decía como puede haber algo tan comunicativo, tan perfecto”.

## Filmografía
- 2008: Puerta 12 (documental)
- 1965: Muchachos impacientes
- 1962: El noveno mandamiento
- 1955: El barro humano[2]

## Televisión
- La Vida y el Canto
- Polémica en el Fútbol
- Sábados Continuados
- La Primera de la Noche (1971), junto a Magdalena Ruiz Guiñazú
- Raíz y Canto
- Musicales Once
- Del Pueblo
- El Fogón de la Patria Grande
- Yo Tengo un Secreto
- Vivamos su problema
- Cultura y vida
- Las Cuatro Palabras
- Nueve Bis (1963)
- Contrapunto (1963)
- Videoshow Cultural (1981)
- Juntos (1982), junto a Liliana López Foresi
- Los Grandes (1984-1986)
- Toda Estrella Tiene Contra (1989-1997), junto a Juan Carlos Calabró por Canal 9 Libertad
- Dos Horas (1990), junto a Mauro Viale, por ATC
- Una Hora de Noticias (1990-1991), junto a Cecilia Laratro, por ATC
- Y si esto no es Cultura (1991), por ATC
- Con Acento en la "C" (1991), junto a Julio Márbiz, por ATC
- Ay! Humor en el archivo
- Tribuna caliente (1994-1998), junto a Julio Ricardo, por ATC y Telefe
- Que tiempos aquellos... (cómplice en cámara oculta de Videomatch, 1998)
- Hecho en Argentina (2004-2005), por Canal 7

## Libros y memorias
- 1986: Borges, el memorioso: conversaciones de Jorge Luis Borges con Antonio Carrizo.
- 2008: Antonio Carrizo: "mi antepasado soy yo", por Any Ventura.